# Als een phoenix
Als een phoenix is een hoorspel van Christopher Fry. A Phoenix Too Frequent werd in 1946 als toneelstuk opgevoerd. De Nederlandse vertaling van Bert Voeten verscheen in 1957 bij De Beuk te Amsterdam. De KRO zond de hoorspelversie uit op 24 april 1964 in het programma Avondtheater, van 22.40 uur tot 23.55 uur (met herhalingen op 22 juni 1965 en 20 juni 1967). De regisseur was Willem Tollenaar.

## Rolbezetting
- Anne Wil Blankers (Dynamene)
- Fé Sciarone (Doto)
- Paul van der Lek (Tegeus-Chromis)

## Inhoud
Als het stuk begint, ontmoeten we de slaaf Doto, die waakt over haar slapende meesteres, Dynamene, een jonge weduwe van Ephesus, die bezig is aan een drie dagen durende hongerstaking in het graf van haar echtgenoot, Virilius. Beiden zijn vastbesloten te sterven en Virilius naar de Onderwereld te vergezellen. Dynamene ziet hun missie als de opperste daad van zelfopoffering; Doto doet mee uit nieuwsgierigheid en toewijding aan haar meesteres. Hun wake wordt onderbroken door een jonge soldaat, Tegeus, die belast is met de bewaking van de lichamen van dode gevangenen die aan bomen buiten het graf hangen. Hij is verwonderd over wat hij ziet als het nobele en onbaatzuchtige gebaar van de vrouwen. Hij is ook getroffen door de schoonheid van de weduwe.